# Dragon (statek kosmiczny)
Dragon (ang. Smok) – rodzina statków kosmicznych opracowanych i wyprodukowanych przez amerykańską prywatną firmę SpaceX. Pierwszy statek z rodziny, Dragon 1, odbył 19 misji towarowych do Międzynarodowej Stacji Kosmicznej w latach 2012–2020. Pierwsza wersja statku nie została przeznaczona do transportu astronautów, ponieważ cały projekt statku został sfinansowany przez NASA, kwotą 396 milionów dolarów przyznanych w ramach programu Commercial Orbital Transportation Services, a SpaceX został ogłoszony zwycięzcą pierwszej rundy finansowania w dniu 18 sierpnia 2006 roku.
Firma SpaceX opracowała od 2014 roku następcę statku Dragon 1, który został nazwany Dragon 2, który lata od 2019 roku w wersji towarowej i załogowej. Jego pierwszym lotem była misja Demo-1, a jego pierwszy lot z astronautami odbył się 30 maja 2020 roku w ramach misji Crew Dragon Demo-2.

## Historia
Prace nad kapsułą rozpoczęły się w 2004 roku, lecz toczyły się w tajemnicy do marca 2006, kiedy SpaceX zgłosiło swój udział w programie NASA Commercial Orbital Transportation Services – komercyjnych usług transportu kosmicznego. Kapsuła miała odpowiadać założeniom nowatorskiego programu NASA mającego wyłonić prywatne firmy zdolne do stworzenia floty pojazdów zapewniających transport ludzi i ładunków na orbitę, w tym na pokład Międzynarodowej Stacji Kosmicznej.
W dniu 18 sierpnia 2006 NASA wybrała ofertę SpaceX, równolegle do propozycji Kistler Aerospace. Oryginalny kontrakt ze SpaceX opiewał na 278 milionów dolarów za realizację trzech lotów testowych w latach 2008–2010. Dwa lata później, 23 grudnia 2008 NASA ogłosiła przyznanie firmie SpaceX kontraktu na 12 lotów dostawczych o wartości 1,6 miliarda dolarów, z opcją rozszerzenia do 3,1 mld dolarów.

## Dragon 1
Jest to pierwszy statek Dragon, zaprojektowany w ramach programu NASA Commercial Orbital Transportation Services. Jego przeznaczeniem było zaopatrywanie Międzynarodowej Stacji Kosmicznej w sprzęt i żywność. Statek odbył łącznie 19 misji zaopatrzeniowych w latach 2012–2020.

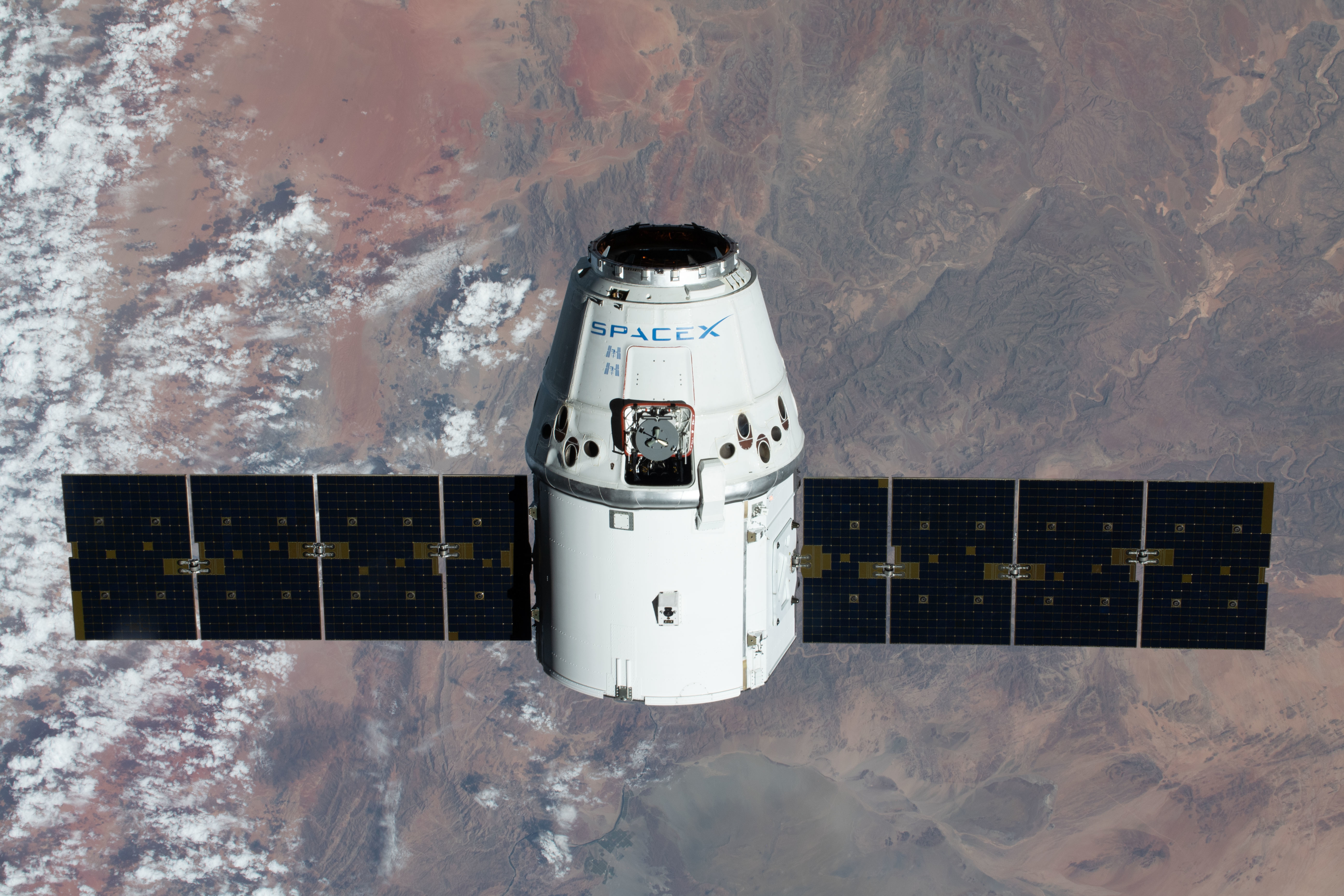
bezzałogowy statek Dragon 1

W dniu 25 maja 2012 roku astronauta NASA Don Pettit użył ramienia Canadarm2, aby przechwycić statek Dragon 1 i zadokować go do modułu Harmony. Statek Dragon 1 przyleciał do stacji w ramach misji Dragon COTS Demo Flight 2, by móc jako pierwszy prywatny statek kosmiczny pomyślnie zadokować do Międzynarodowej Stacji Kosmicznej.
Od momentu sukcesu misji Dragon COTS Demo Flight 2 statek Dragon 1 regularnie transportował zaopatrzenie Międzynarodowej Stacji Kosmicznej, aż do ostatniej misji statku Dragon 1, jaką była misja SpaceX CRS-20.

## Dragon 2

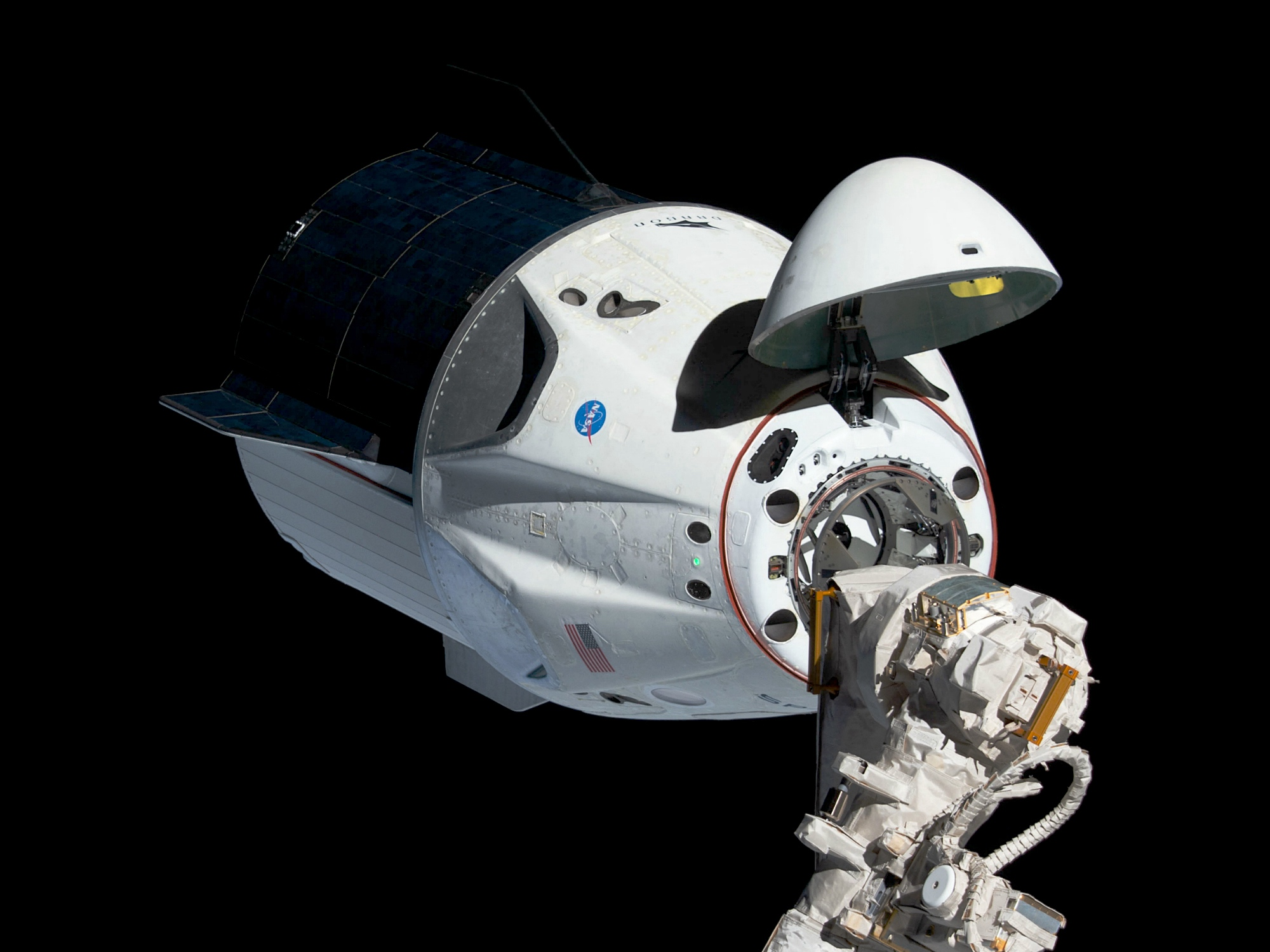
SpaceX Dragon 2 podczas misji Demo Mission 1

W ramach programu Commercial Crew Program (CCP) SpaceX rozpoczęło prace nad dostosowaniem kapsuły Dragon do lotów załogowych. Wymagało to opracowania przede wszystkim ucieczkowego systemu ratunkowego oraz systemu podtrzymywania życia. Wersja załogowa nosi nazwę Crew Dragon (ang. crew – załoga; wcześniej używano nazw DragonRider, a także Dragon V2) i jest w stanie zabrać do 7 członków załogi na pokład.
2 marca 2019 roku odbył się pierwszy bezzałogowy testowy lot na Międzynarodową Stację Kosmiczną DM-1. 19 stycznia 2020 roku przeprowadzony został test awaryjnej ewakuacji kapsuły Dragon 2 z dwoma manekinami na pokładzie. Test zakończył się pomyślnie, kapsuła odłączyła się od rakiety Falcon 9 półtorej minuty po starcie, a następnie opadła na spadochronach do oceanu.
30 maja 2020 roku o godzinie 21:22 czasu polskiego odbył się pierwszy start pojazdu Dragon 2 z załogą na pokładzie (DM-2). Dokowanie do Międzynarodowej Stacji Kosmicznej odbyło się 31 maja o 16:16 czasu polskiego. Astronauci, którzy wzięli udział w misji to Robert Behnken i Douglas Hurley.

## Red Dragon
Od 2011 roku SpaceX pracowało nad bezzałogowym statkiem kosmicznym, który mógłby zostać wysłany na Marsa jako lądownik w 2020 roku. W 2017 roku Elon Musk ogłosił, że projekt został anulowany, a wszystkie zasoby zostają przekierowane na rozwój Starshipa.

## Dragon XL

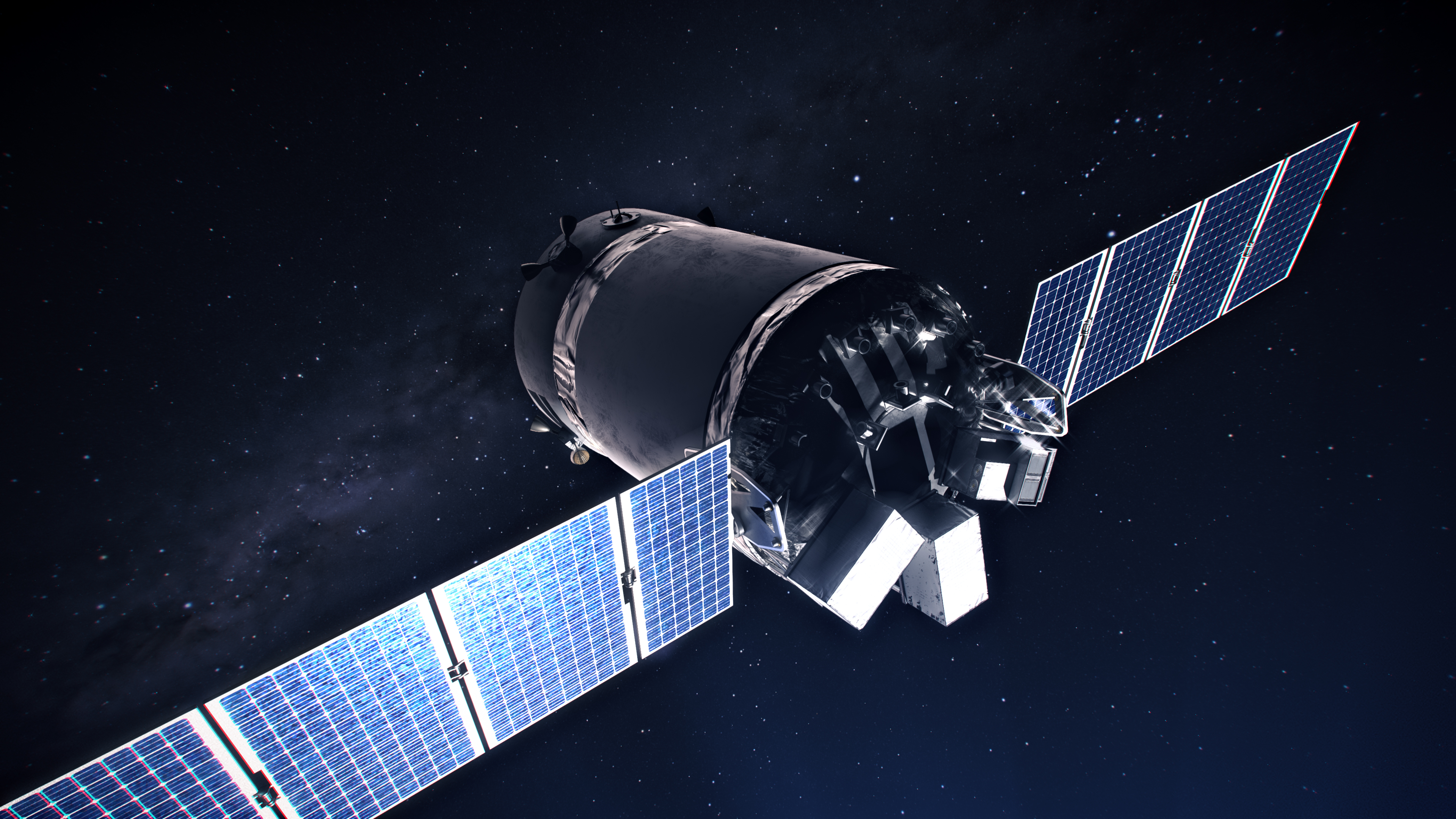
Dragon XL

27 marca 2020 roku SpaceX ujawniło plany bezzałogowego statku kosmicznego Dragon XL, który miałby transportować zaopatrzenie i eksperymenty do planowanej przez NASA stacji kosmicznej Lunar Gateway w ramach kontraktu Gateway Logistics Services. Według NASA dostarczany sprzęt przez statek Dragon XL miałby obejmować sprzęt do pobierania księżycowych próbek, skafandry kosmiczne oraz inne przedmioty, których astronauci mogliby potrzebować na stacji oraz na powierzchni Księżyca.
Statek ma wystartować na rakiecie Falcon Heavy oraz pozostać na stacji Lunar Gateway przez okres od 6 do 12 miesięcy. Oczekuje się, że jego ładowność wyniesie ponad 5000 kilogramów.